# Benjamín Elizalde
Pour les articles homonymes, voir Elizalde.
Pas d'image ? Cliquez ici

a Compétitions nationales et continentales officielles uniquement.

b Matchs officiels uniquement.
Dernière mise à jour le 9 juillet 2025.
Benjamín Elizalde, né le 14 juin 2004 à Salta (Argentine), est un joueur international argentin de rugby à XV jouant aux postes d'arrière ou d'ailier avec le club des Bristol Bears en Premiership depuis 2024.
Son frère ainé, Tomás Elizalde (en), est un joueur international argentin de rugby à sept.

## Biographie

### Jeunesse et formation
Benjamín Elizalde naît le 14 juin 2004 à Salta, en Argentine, capitale de la province éponyme. Il est le frère cadet du joueur de rugby à sept Tomás Elizalde (en).
Benjamín Elizalde commence sa carrière sportive au sein du Tigres Rugby Club (es), club local de sa ville natale. Ses performances lui permettent d'intégrer rapidement la filière haute-performance du rugby à XV argentin, un programme destiné à former les joueurs pour évoluer au plus haut niveau national et international.
En 2022, il est sélectionné avec l'équipe d'Argentine de rugby à sept pour les Jeux sud-américains. Avec les Pumas, il remporte le tournoi,.
En 2023, il rejoint l'Académie de Buenos Aires pour poursuivre son développement. Cette même année, il remporte le Tournoi interacadémique argentin. En parallèle, il intègre le club de l'Asociación Deportiva Francesa.

### Début de carrière professionnelle avec les Pampas (2023-2024)
Au début de l'année 2023, Benjamín Elizalde rejoint la franchise des Pampas pour disputer la nouvelle saison de Súper Rugby Américas. Lors de son premier match face aux Cobras, il entre en jeu en cours de partie. Dès son deuxième match, il est titularisé à l'aile. Durant cette première saison, Elizalde joue un total de treize matchs, dont douze en tant que titulaire, alternant entre les postes d'ailier et de centre, et inscrit cinq essais. Il participe également à la demi-finale des Pampas, où son équipe s'incline face aux Dogos XV, les futurs finalistes. Malgré cette défaite, Benjamín Elizalde est sélectionné dans l'équipe type de la saison, récompensant son impact et sa régularité.[réf. nécessaire]
En juin 2023, il est convoqué avec l'équipe d'Argentine de rugby à XV des moins de 20 ans pour disputer le Championnat du monde junior en Afrique du Sud,. Malheureusement, il se blesse lors de la première rencontre face à l'Italie, et doit quitter la compétition prématurément. En août suivant, il revient à la compétition avec l'Argentine XV, l'équipe nationale réserve, disputant deux matchs amicaux face au Chili, à domicile, puis à Temuco, ainsi qu'un match face à l'Uruguay en préparation à la Coupe du monde 2023.
En novembre 2023, Elizalde est nommé vice-capitaine de l'équipe d’Argentine des moins de 19 ans. Sous sa direction, la sélection remporte le championnat sud-américain, battant largement l'Uruguay en finale sur le score de 59 à 8.
Pour la saison 2024 de Súper Rugby Américas, Elizalde est reconduit dans l'effectif des Pampas, malgré le changement d'entraîneur avec l'arrivée de Juan Manuel Leguizamón. En mai 2024, il participe au Rugby Championship des moins de 20 ans (en) en Australie. Pendant ce tournoi inaugural, l'Argentine bat l'Australie 25 à 6, mais s'incline face à la Nouvelle-Zélande (20-43) et à l'Afrique du Sud dans un match serré (28-30). Grâce à ses solides performances, Elizalde est nommé dans l'équipe type de la compétition. De retour avec les Pampas, en demi-finale du Súper Rugby Américas, il se distingue par une très bonne prestation face aux Uruguayens de Peñarol Rugby, inscrivant un doublé. Lors de la finale, Elizalde est titularisé à l'arrière mais ne peut empêcher la défaite de son équipe contre leurs homologues argentins des Dogos XV de Córdoba. En juin 2024, il est de nouveau sélectionné avec les Pumitas pour le Championnat du monde junior,. Lors de ce tournoi, il dispute l'intégralité des rencontres et contribue à la cinquième place de l'Argentine, obtenue grâce à une victoire face à l'Afrique du Sud lors du match de classement.

### Signature avec les Bristol Bears et premières convocations en équipe d'Argentine (depuis 2024)
Au début de la saison 2024-2025, Benjamín Elizalde rejoint le club anglais des Bristol Bears en juillet 2024. Dans son nouveau club, Elizalde retrouve les frères Grondona, Santiago et Benjamín (en), renforçant la présence argentine au sein de l'effectif. Il fait ses débuts avec les Bears le 12 octobre 2024, lors de la quatrième journée de Premiership à l'occasion d'une victoire face aux Exeter Chiefs à Sandy Park. En novembre, il est sélectionné avec l'équipe d'Argentine par le sélectionneur Felipe Contepomi pour la tournée d'automne, mais il ne prend part à aucune rencontre. De retour avec les Bristol Bears, en Champions Cup, il entre en jeu pour la première fois dans cette compétition lors de la défaite des siens à domicile face au Leinster (12-35). La semaine suivante, il est titularisé à l'arrière au stade Marcel-Deflandre face au Stade rochelais, dans un match difficile qui se conclut par une nouvelle défaite (35-7).

## Palmarès
- Finaliste du Súper Rugby Américas en 2024 avec les Pampas.